# Raissa Semjonowna Nitabuch
Raissa Semjonowna Nitabuch (russisch Раиса Семёновна Нитабух; * 1859 in Wladikawkas) war eine russische Pathologin. Sie ist heute insbesondere bekannt durch das nach ihr benannte sogenannte Nitabuch-Fibrinoid (Слой Нитабух, dt. Nitabuch-Schicht). Sie ist damit eine von wenigen Frauen, durch die anatomische Strukturen bekannt gemacht wurden.

## Leben
Nitabuch wurde 1859 in Wladikawkas geboren. 1881 ging sie mit anderen Frauen in die Schweiz, um dort Medizin zu studieren. 4 Jahre später schloss sie das Studium der Medizin an der Universität Zürich ab. Im Juli 1887 dissertierte sie über „Beiträge zur Kenntniss der menschlichen Plazenta“ an der medizinischen Fakultät der Universität Bern. Die Dissertation wurde am 30. November 1887 genehmigt. In ihrer Promotionsschrift beschrieb sie eine sich während der Schwangerschaft ausbildende fibrinoide Schicht zwischen Chorionzotten und Dezidua basalis. Das Nitabuch-Fibrinoid befindet sich in der Zone, in der sich maternales und fetales Gewebe durchdringen, jedoch nicht im Stratum basale. Die fibrionoide Schicht wird heute nach Nitabuch bezeichnet und ist, neben Rohrfibrinoid und Langhansfibrinoid, eine von drei Fibrioniden der Plazenta. Doktorvater war Theodor Langhans, nach dem das vorgenannte Fibrinoid benannt wurde.

„Die zweifellos weitbekannteste Langhans-Schülerin ist Raissa Nitabuch; sie beschrieb in ihrer Dissertation mit dem Titel «Beiträge zur Kenntnis der menschlichen Placenta» (1887) im Rahmen der Gliederung der Decidua den später nach ihr benannten Nitabuchschen Fibrinstreifen ( = basaler Flbrinstreifen). In ihrer Arbeit wies die Doktorandin auf einen in der Nähe der decidualen Oberfläche verlaufenden dunklen Streifen hin, der «die Serotina in zwei Schichten: eine untere, hellere, weniger gefärbte, und eine obere, stärker gefärbte, dunklere» trennt. Den die beiden Schichten trennenden Fibrinstreifen sah Nitabuch als «kanalisiertes Fibrin» an. Die obere Schicht interpretierte sie als Wucherung der «Zellschicht des Chorions» und damit als foetal.“

Zudem war sie Erstbeschreiberin der Spiralarterien, die uterinen und plazentaren Blutfluss verbinden.
Über Nitabuchs weiteres Leben ist wenig bekannt.

## Belege
1. ↑  DNB, Katalog der Deutschen Nationalbibliothek. Abgerufen am 13. März 2024.
2. ↑  Kathryn Scott, Mike Cadogan, Kathryn Scott and Mike Cadogan: Raissa Nitabuch. In: Life in the Fast Lane • LITFL. 15. Mai 2020, abgerufen am 8. März 2024 (amerikanisches Englisch).
3. ↑  Roland W. Moser: Raissa Nitabuch und die Nachgeburt. In: Der Gynäkologe. Band 49, Nr. 6, 1. Juni 2016, S. 486–490 (springer.com [abgerufen am 13. März 2024]).
4. ↑  Raissa Nitabuch: Beiträge zur Kenntniss der menschlichen Placenta ... Stämpfli'sche Buchdruckerei, 1887 (archive.org [abgerufen am 8. März 2024]).
5. ↑  mephisto Histologische Präparate - Urogenitalsystem - Uterus mit Plazenta. Abgerufen am 14. März 2024.
6. ↑  Fritz Strauss.Kurzgeschichte der Placentarforschung. Gesnerus 45 (1988) S. 381-410

| Personendaten    | Personendaten                        |
| ---------------- | ------------------------------------ |
| NAME             | Nitabuch, Raissa Semjonowna          |
| ALTERNATIVNAMEN  | Нитабух, Раиса Семёновна (russisch)  |
| KURZBESCHREIBUNG | russische Pathologin                 |
| GEBURTSDATUM     | 1859                                 |
| GEBURTSORT       | Wladikawkas                          |
| STERBEDATUM      | 19. Jahrhundert oder 20. Jahrhundert |